# Anelsonia
- Commons
- Wikispecies

Anelsonia J. F. Macbr. & Payson  é um género botânico pertencente à família Brassicaceae.
O nome do gênero foi dado em homenagem ao botânico Aven Nelson.

## Espécies
Apresenta uma única espécie:
- Anelsonia eurycarpa (A.Gray) J.F.Macbr. & Payson